# Willem van Aelst

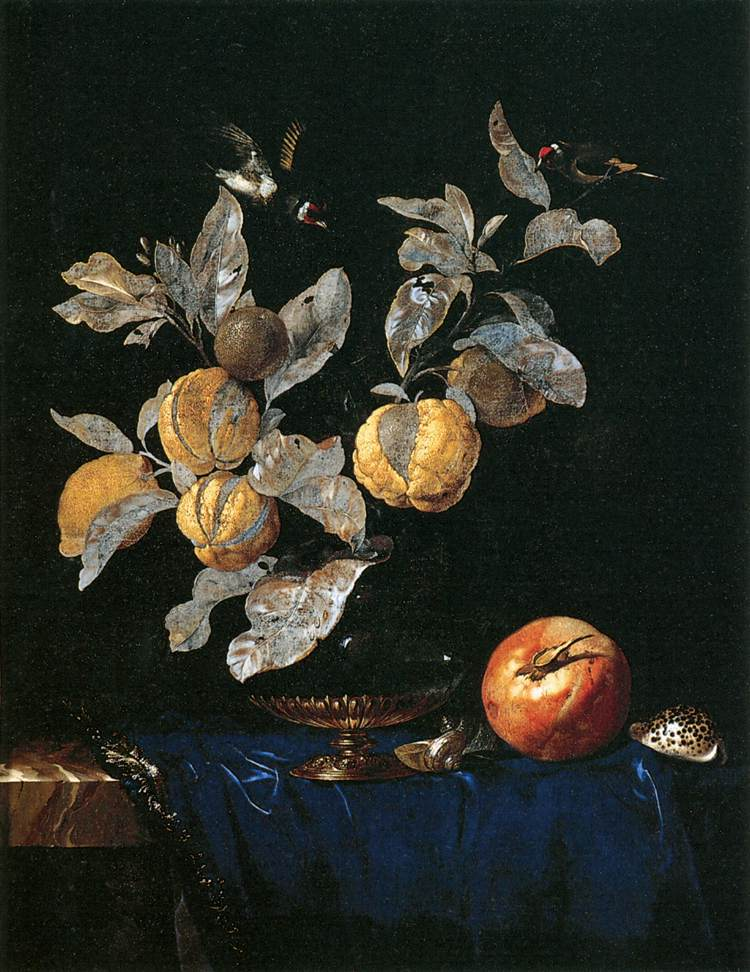
Bodegón con frutas, 1664, óleo sobre lienzo, 67,3 x 52,1 cm, Madrid, Museo Thyssen Bornemisza.

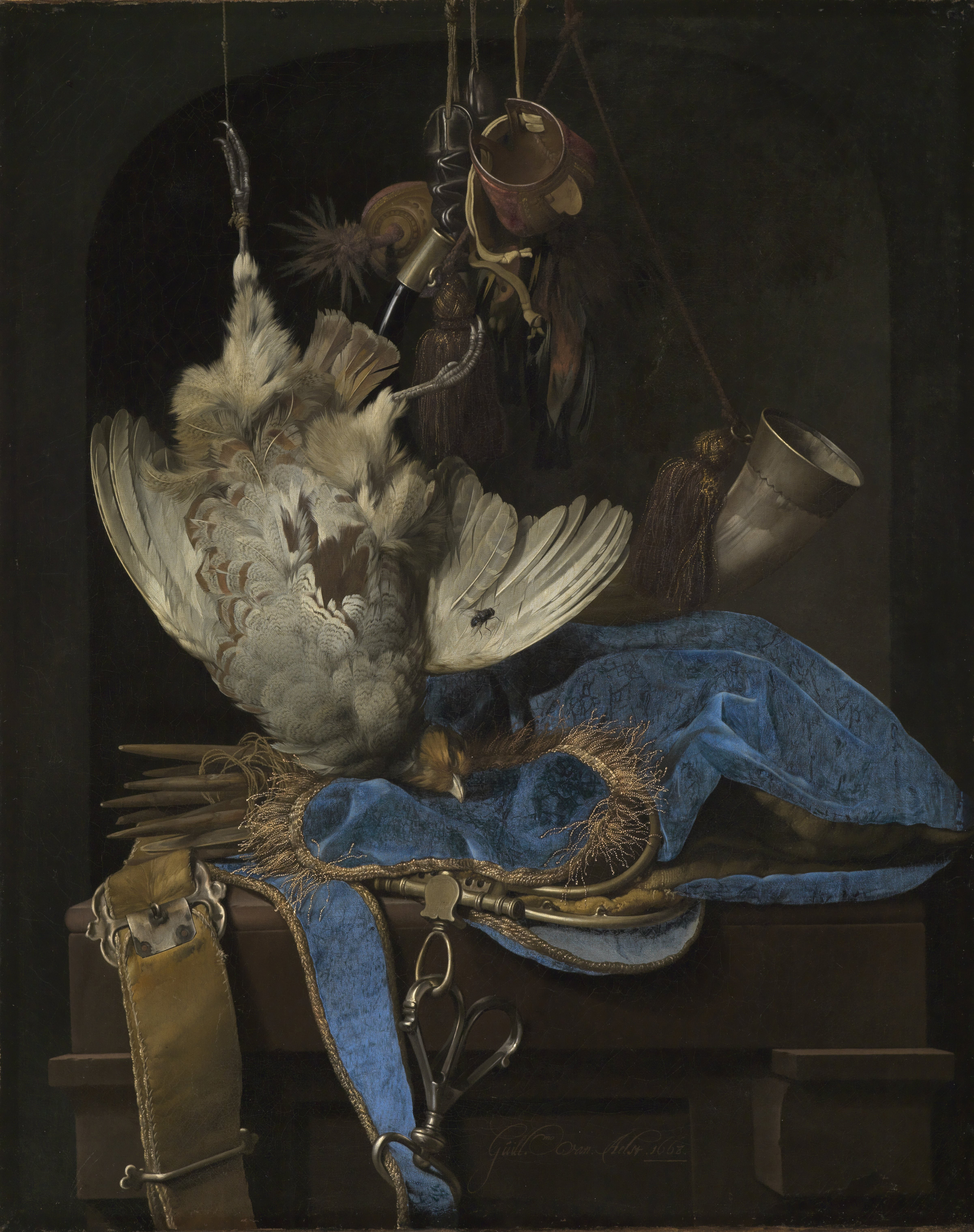
Bodegón con equipamiento de caza y ave muerta, 1668, óleo sobre lienzo, 54 x 68 cm, Karlsruhe, Staatliche Kunsthalle Karlsruhe.

Willem van Aelst, también llamado Guillmo van Aelst y Guillelmo d’Olanda  (Delft, 1627-Ámsterdam, 1683) fue un pintor barroco neerlandés, especializado en la pintura de bodegones.

## Biografía y obra
Bautizado en Delft el 16 de mayo de 1627, se formó con su tío, el también pintor de bodegones Evert van Aelst. Se inscribió en el gremio de San Lucas de Delft en 1643. Dos años más tarde marchó a Francia donde residió hasta 1649 o 1651. Pasó luego a Italia, estableciéndose en Florencia. Allí trabajó al servicio del gran duque de Toscana, Fernando II de Médici. Varios bodegones, fruto de esta relación de mecenazgo, se conservan en las galerías del Palacio Pitti.
Según algunas fuentes, en contacto con Otto Marseus van Schrieck se habría incorporado a la Schildersbent, agrupación de pintores nórdicos residentes en Italia, donde habría sido conocido por el alias «Vogelverschrikker» (espantapájaros) y firmado con él algunas obras, aunque no existe prueba documental de ello y ni siquiera es seguro que llegase a residir en Roma. En 1656 regresó a Holanda, estableciéndose en Ámsterdam. En 1679 contrajo matrimonio con  Helena Nieuwenhuys. Fue enterrado en Ámsterdam el 22 de mayo de 1683.
Willem van Aelst es autor de un elevado número de bodegones fechados entre 1643 y 1683. Influido por Jan Davidsz. de Heem, se trata por lo común de bodegones de flores y de frutas, a menudo con sus ramos cortados y asimétricos, con pequeños pájaros revoloteando y bases de mármol cubiertas con tapetes a menudo de color azul, a tono con los colores predominantemente fríos de las ramas y los fondos, junto con los bodegones de desayuno y los bodegones de piezas de caza, con aves muertas colgando de las patas y cuernos de caza.
Tuvo como discípulos, entre otros, a Maria van Oosterwijck, Rachel Ruysch, Isaac Denies y Ernst Stuven.